# 해리 왕자와 메건 마클의 결혼식

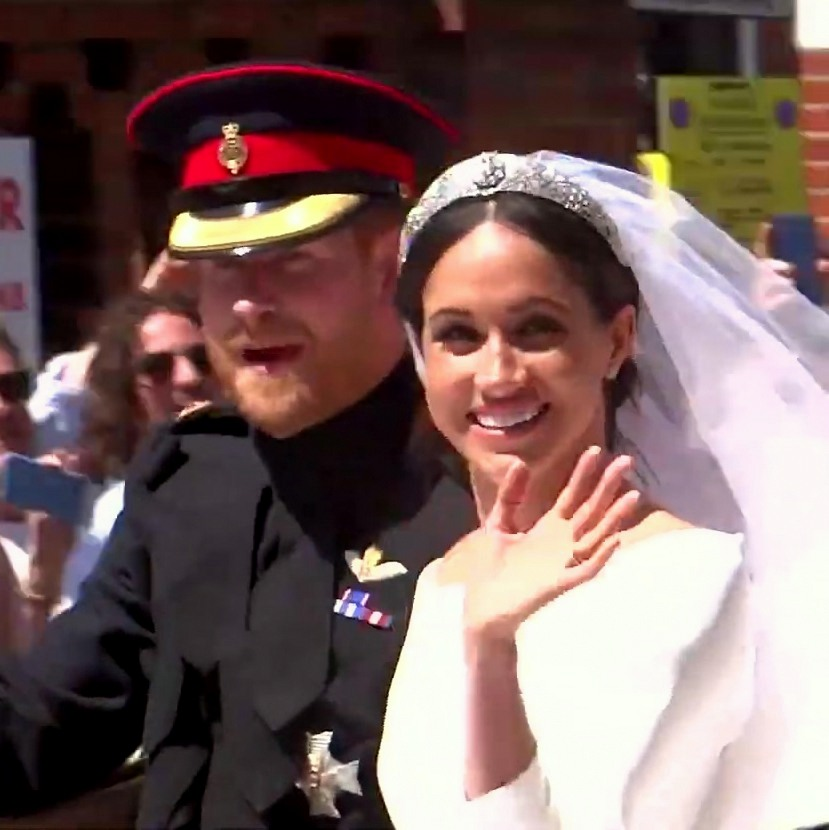
해리 왕자와 메건 마클의 결혼식

해리 왕자와 메건 마클의 결혼식은 2018년 5월 19일 윈저 성 세인트 조지 예배당에서 이루어졌다. 신랑인 해리 왕자는 영국 왕실의 일원이며, 신부인 메건 마클은 미국의 전직 배우이다. 결혼식 아침, 해리 왕자의 조모인 엘리자베스 2세는 해리에게 서식스 공작, 덤버턴 백작, 킬킬 남작이라는 칭호를 부여하였다. 메건은 공작부인이라는 칭호로 불린다.